# Archidiocèse de Warmie

Carte des archidiocèses et diocèses polonais

L'archidiocèse de Warmie (en latin : Archidioecesis Varmiensis, en polonais : Archidiecezja warmińska)   est l'un des 14 archevêchés de Pologne. Archidiocèse latin, il est le siège métropolitain de la province ecclésiastique de Warmie. Depuis le 15 octobre 2016, son archevêque est Józef Górzyński (it).

## Territoire
L'archidiocèse comprend la région de Warmie, qui fait partie de la Voïvodie de Varmie-Mazurie. C'est l'un des rares cas où le nom de la circonscription ecclésiastique ne fait pas référence à la ville du siège épiscopal, mais à la région dans laquelle se trouve l'archidiocèse.
Le territoire couvre une superficie de 12 000 km², et il est divisé en 33 doyennés et 262 paroisses, desservis par 2 diacres et 502 prêtres.
Le siège archiépiscopal est à Frombork (anciennement Frauembourg) où se trouve la cathédrale de l'Assomption-et-Saint-André (1329-1388), monument historique national. À Olsztyn, il y a la co-cathédrale Saint-Jacques (1370-1380).
 
Outre ces deux églises, l'archidiocèse compte six autres basiliques mineures, à savoir :
 
- la basilique collègiale du Très-Saint-Sauveur-et-de-Tous-les-Saints à Dobre Miasto ;

- la basilique de la Nativité-de-la-Vierge-Marie à Gietrzwałd ;
 
- la basilique de la Visitation-de-la-Bienheureuse-Vierge-Marie (en), sanctuaire marial à Święta Lipka ;
 
- celle éponyme de Stoczek Klasztorny (de), également sanctuaire marial, village de Stoczek, du district de Lidzbark, dans la gmina de Kiwity ;
 
- la basilique collégiale Saint-Georges (de) à Kętrzyn ;
 
- et Sainte-Catherine-d'Alexandrie (de) à Braniewo.

## Suffragants
- Diocèse d'Elbląg
- Diocèse d'Ełk

## Histoire
En 1234, le pape Grégoire IX confie le territoire de la Prusse païenne à l'ordre des chevaliers Teutoniques et quelques années plus tard, en juillet 1243, le légat du pape Guillaume de Modène crée quatre nouveaux diocèses : Culm, Pomésanie, Ermeland (Warmie) et Sambie. 
À l'époque de la Réforme luthérienne, le diocèse de Warmie est devenu un îlot de catholicisme germanophone au milieu de la majorité protestante de Prusse et des pays baltes. C'est pourquoi, à partir de 1617, les évêques de Warmie ont également administré le diocèse de Sambie. En 1578/1579, un collège pontifical, semblable au collège nordique d'Olomouc, est fondé à Braunsberg (Braniewo), aujourd'hui le lycée Hosianum.
En 1752, les évêques de Varmie reçurent le premier pallium et la croix processionnelle archiépiscopale, car depuis la dissolution de l'archevêché de Riga, ils étaient directement subordonnés au Saint-Siège. 
Ce n'est qu'en 1930 que Warmie devint un diocèse suffragant de la métropole de Wroclaw. Après la Seconde Guerre mondiale, l'évêque allemand Maximilian Kaller (de) resta d'abord dans le diocèse, mais le quitta finalement à la demande du cardinal August Hlond et mourut en Allemagne en 1947. Cependant, le chapitre cathédral est également resté en exil, élisant des vicaires capitulaires. Ceux-ci ne pouvaient cependant pas exercer leur juridiction car ils ne résidaient pas dans le diocèse.
La situation a été résolue par le Saint-Siège qui, en 1972, a nommé l'évêque de Warmie à Poznań et a désigné un visiteur apostolique pour les Allemands en exil de ce diocèse. En même temps, Warmie devint suffragant de la métropole de Varsovie. Dans le cadre de la réorganisation de la structure diocésaine polonaise, le pape Jean-Paul II a publié le 25 mars 1992 la bulle Totus Tuus Poloniae populus, par laquelle il a élevé le diocèse de Warmie au rang d'archidiocèse métropolitain et a créé sa province ecclésiastique.

## Archevêques
- 1992 – 30 mai 2006 : Edmund Michał Piszcz (évêque depuis 1988)
- 30 mai 2006 – 15 octobre 2016 : Wojciech Ziemba
- depuis le 15 octobre 2016 : Józef Górzyński (it)

## Source
- (en) Archdiocese of Warmia, Catholic-Hierarchy